# 常盤橋出入口
常盤橋出入口（ときわばしでいりぐち）は、東京都千代田区にあった首都高速道路八重洲線の出入口。2016年（平成28年）4月1日に閉鎖されている。
出入口とも上り線（北行き、汐留JCT→神田橋JCT方向）のみに設けられている。

## 概要
かつては三菱地所系の「株式会社グランドパーキングセンター」が運営する、日本ビルヂング・朝日生命大手町ビルの地下に設けられた駐車場「日本パーキングセンター」に直結する出入口となっており、隣の八重洲出入口と並んで一般道に出られない・一般道から入れない高速道路の出入口であった。一般道へ出入りするためには一旦日本パーキングセンターの構内を通り抜ける必要がある（少なくとも駐車料金の最低料金100円を別途支払う必要がある）ため、出口標識には「日本パーキングセンター（有料）」と表示されていた。
入口料金所では駐車場料金の精算と同時に首都高速の料金を支払う形態とされていた。2009年1月5日より首都高速の料金はETCカードを車載器に入れたままETCで利用できるようになったが、駐車場の料金を別途精算する必要がある（駐車場料金はETCカードで精算できない）ため、料金所ではすべての車両が一旦停止する必要があった。
常盤橋地区再開発プロジェクトに伴い「日本パーキングセンター」が一般駐車場としての営業を休止（日本ビルヂング・朝日生命大手町ビル・旧JXビル・大和呉服橋ビル・JFE商事ビル（現:TOKIWAブリッジ）の関係者専用駐車場に転用）するため、2016年4月1日午前0時に閉鎖された。
なお、出入口の廃止ではなく「閉鎖」の扱いのため、2022年に至るまで首都高公式サイトの「首都高ナビマップ」や料金ガイド・料金表には本出入口が記載されたままとなっていた（「首都高出入口マップ」など早期に削除したものもある）。一方、首都高日本橋区間地下化事業のため、都市計画において本出入口は呉服橋出入口・江戸橋出入口とともに廃止が決定しており、2022年4月の首都高料金改定以降、料金ガイド・料金表から常盤橋出入口の記載は削除されている。
しかし、首都高日本橋地下化事業特設サイトの『長期通行止め、廃止の概要』には常盤橋出入り口が「常盤橋出入り口は閉鎖中のためご利用できません」と記載されている。

## 接続していた道路
- なし（日本パーキングセンター直結のみ）

## 周辺
- 東京駅日本橋口

以下の建物は取り壊され現存しない。
- JXビル
- 大和呉服橋ビル
- 日本ビルヂング
- 朝日生命大手町ビル

## 隣
首都高速八重洲線
神田橋JCT - 常盤橋出入口 - 八重洲出入口 - (44)丸の内出口 - 西銀座JCT - 土橋入口